# Marusarzowa Turnia
Die Marusarzowa Turnia (slowakisch: Ondrejova veža) ist ein Berg in der Hohen Tatra mit einer Höhe von 2075 m n.p.m. an der polnisch-slowakischen Grenze.

## Lage und Umgebung
Unterhalb des Gipfels liegen die Täler Dolina Rybiego Potoku im Westen (Polen) und Dolina Białki im Osten (Slowakei).
Der Gipfel liegt oberhalb des Passes Owcza Przełęcz, der ihn von den Gipfeln der Owcze Turniczki trennt, und des Passes Marusarzowa Przełączka, der ihn von dem Żabi Szczyt Niżni trennt.

## Etymologie
Der Name Marusarzowa Turnia lässt sich als Marusarz Turm  übersetzen. Er ist nach dem Bergführer Jędrzej Marusarz Jarząbek genannt, der die ersten Bergsteiger 1905 auf den Gipfel führte.

## Tourismus
Der Marusarzowa Turnia liegt auf keinem markierten Wanderweg. Er ist jedoch für Kletterer mit einer Genehmigung der Verwaltung eines der Nationalparks zugänglich. Als Ausgangspunkt für eine Besteigung eignen sich die Schutzhütten Schronisko PTTK nad Morskim Okiem und Schronisko PTTK w Dolinie Roztoki.

## Belege
- Zofia Radwańska-Paryska, Witold Henryk Paryski, Wielka encyklopedia tatrzańska, Poronin, Wyd. Górskie, 2004, ISBN 83-7104-009-1.
- Tatry Wysokie słowackie i polskie. Mapa turystyczna 1:25.000, Warszawa, 2005/06, Polkart, ISBN 83-87873-26-8.